# Paradelma orientalis
Paradelma orientalis је гмизавац из реда Squamata и фамилије Pygopodidae. 

## Угроженост
Ова врста се сматра рањивом у погледу угрожености врсте од изумирања.

## Распрострањење
Аустралија је једино познато природно станиште врсте.

## Станиште
Врста Paradelma orientalis има станиште на копну.